# 菅原淳一
菅原 淳一（すがわら じゅんいち、1959年3月27日 - ）は、日本の俳優、声優。ぷろだくしょんバオバブ所属。宮城県出身。

## 人物
劇団がらくた工房付属養成所1期生。
声優としては、アニメ、外画吹き替えなどで活躍。
趣味はプラモデル、ウォーキング。方言は宮城弁。
日本ナレーション演技研究所の立川校で講師としても活動している。

## 出演

### テレビアニメ
1982年
- 新みつばちマーヤの冒険（ヘッピリ虫、カエル）

1983年
- 銀河漂流バイファム（1983年 - 1984年、兵士A、幹部、オペレーター、兵士）
- 装甲騎兵ボトムズ（ゲリラD、民間人、市民）

1984年
- OKAWARI-BOY スターザンS（悪役ロボット(2)、ETA、悪者(2)、セレ担重）
- 機甲界ガリアン（兵E、村人C）
- キャッツ・アイ
- 銀河パトロールPJ（アンドロメダ、アンドロメダ代表、スピーカー、ホホマン、アルデバラン 他）
- 超力ロボ ガラット（1984年 - 1985年、市民B、子分B、タマーノ、ラッカワシ、恐竜C、部下、モアイ君）
- パーマン（男B、珍念、五郎、同心）
- よろしくメカドック（永沢、暴走族A）
- ルパン三世 PARTIII（1984年 - 1985年）

1985年
- 蒼き流星SPTレイズナー（兵士B）
- 昭和アホ草紙あかぬけ一番!（1985年 - 1986年、男B、赤倉正〈代役〉、配達人）
- タッチ（1985年 - 1987年、部員B、トメさん、先生、池田、三光監督 他）
- プロゴルファー猿（1985年 - 1986年、弟子、局員、青年B）
- 魔法のスター マジカルエミ（フロント）
- ドラえもん（テレビ朝日版第1期)
- 六三四の剣（大石巌おじさん）

1986年
- あんみつ姫（ダイフク、丸金屋、蔦屋重三郎、魚辰、バジレコ、ピョンスケ、ポンセ、ネバネバの守 他）
- 宇宙船サジタリウス（カミル、05）
- 機動戦士ガンダムΖΖ（エロ・メロエ、ダナ・キライ、デル）
- ドテラマン（やっちゃん）
- 光の伝説（少年A）
- Bugってハニー（1986年 - 1987年）
- ロボタン

1987年
- エスパー魔美（アツシ）
- 陽あたり良好!（武居）

1988年
- グリム名作劇場（若者、三男）
- それいけ!アンパンマン（ごみぶくろまん〈初代〉）
- 鉄拳チンミ（コンロン、長老）
- のらくろクン（おじいさん、少年B、男B、ギャング 他）
- ミスター味っ子（1988年 - 1989年、日吉食堂店員、シェフ梅、梅田、難波、客A）

1989年
- アイドル伝説えり子（柿本、アナウンス、係員A）
- 青いブリンク（ジン）
- おそ松くん（第2作）（男 他）
- 昆虫物語 みなしごハッチ（1989年 - 1990年、見張り(A)、クロアリ兵士、バッタ(A)、将軍 他）
- ジャングルブック・少年モーグリ（1989年 - 1990年、オオカミB、オオカミA）
- たいむとらぶるトンデケマン!（1989年 - 1990年、兵士、市民、陪審員、部下、市長 他）
- YAWARA!（1989年 - 1992年、安井、男子生徒B、学生C、ゴルフ部部員B 他）

1990年
- 江戸っ子ボーイ がってん太助（サスケ、忍者、家来B）
- NG騎士ラムネ&40（シルコーン、村人A）
- キャッ党忍伝てやんでえ（ゴザイマス7号）
- 三丁目の夕日
- 魔法のエンジェルスイートミント（運転手、店のおやじ、畑の主 他）
- RPG伝説ヘポイ（1990年 - 1991年、ブリキング3世、クジラッコ、ドンブルー、セントキャッスル 他）
- 笑ゥせぇるすまん（1990年 - 1993年、筒井伸一、常仁一人、梶大介、夢野童太） - 1シリーズ + 特別編

1991年
- 美味しんぼ（文化部部員B）
- 緊急発進セイバーキッズ（記者、ホワイト 他）
- ゲンジ通信あげだま（校長、平家かに夫）
- ジャンケンマン（マス目）
- 楽しいムーミン一家 冒険日記（番兵）
- 21エモン（20エモン〈少年時代〉）
- 丸出だめ夫（コンビニ店長、支店長）
- 横山光輝 三国志（1991年 - 1992年、紀霊）

1992年
- あしたへフリーキック（ミゲル）
- 宇宙の騎士テッカマンブレード（将軍B）
- クレヨンしんちゃん（1992年 - 2024年、ニッコー、堀内、ガッツ具志堅、バランスボール怪人、老ぶり、駄知洋介 他）
- 超電動ロボ 鉄人28号FX（カロッシア）
- ファンタジーアドベンチャー 長靴をはいた猫の冒険

1993年
- コボちゃん
- 南国少年パプワくん（だんちゃん）
- 勇者特急マイトガイン（ガードマン）

1994年
- 愛と勇気のピッグガール とんでぶーりん（ケーキ屋、泥棒 他）
- 機動武闘伝Gガンダム（クルー1、ガラ・ガーラ）
- 白雪姫の伝説（グルメ）
- 覇王大系リューナイト（1994年 - 1995年、ギルラ、エルフ族B、邪竜族、邪竜兵、坤）
- 魔法騎士レイアース（乗務員A）
- メタルファイター・MIKU（梶原、おじさん、カメラマン）

1995年
- H2（警備員、少年野球監督）
- 獣戦士ガルキーバ（ジェントル）
- 新機動戦記ガンダムW（セディッチ）
- 飛べ!イサミ（犯人）
- バーチャファイター（司会者）
- モジャ公（教頭、モン太郎、お宝将軍、ラーメン大王）
- ルパン三世 ハリマオの財宝を追え!!

1996年
- ガンバリスト!駿（嵯峨康則）
- 機動新世紀ガンダムX（部下、パイロットB、秘書、アイスクリーム屋、オペレーターA 他）
- 機動戦艦ナデシコ（サイゾウ、提督）
- YAT安心!宇宙旅行（男）
- YAWARA! Special ずっと君のことが…。（安井）

1997年
- アニメがんばれゴエモン（百地物知介、捜査課長）
- CLAMP学園探偵団（男E、黒服B）
- 忍たま乱太郎（1997年 - 2022年、小野谷正借、虎根木佐六、暁鬼〈初代〉、疾風〈初代〉、常呂天膳、山野金太、庄左ヱ門の父、木耳良兼〈3代目〉 他）
- HAUNTEDじゃんくしょん（咲坂レポーター）
- 名探偵コナン（1997年 - 2024年、辻三郎、石島昭義、町田安彦、友永久寿男、赤野角武、潮たけし、井田巌、中川刑事、石原達也、谷崎赳志 他）

1998年
- Weiß kreuz（桂久雄、佐久間翔一郎、頼常健太、穂原剛仁 他）
- ガサラキ（高山臨巳）
- 銀河漂流バイファム13（職員）
- スーパードール★リカちゃん（医者、プロデューサー、神父）
- ひみつのアッコちゃん（第3作）（山田捨吉）
- ブレンパワード（レポーター）
- ポポロクロイス物語（モーム大臣）
- Bビーダマン爆外伝（てんしゅボン）
- 魔法のステージ ファンシーララ（あきるの父）
- ロスト・ユニバース（司会者）

1999年
- カウボーイビバップ（司会A）
- 人形草紙あやつり左近（おじさん、管理人、警察署長）
- サイボーグクロちゃん（ジーさん、将軍・弟、校長、クチビルゲルゲ、刑事課長 他）
- 週刊ストーリーランド（1999年 - 2001年、飼育係、担当者、男A、家来、警備員 他）
- セラフィムコール（警備員、ラジオDJ）
- 星界の紋章（警官、通信参謀）
- デビルマンレディー（村瀬修一、防疫隊員1、農夫B）
- ひみつのアッコちゃん（さくらんぼ園の主人、山田捨吉）
- 風雲!戦国を駆ける武将 〜アニメ静岡県史〜（織田信長）
- 無限のリヴァイアス（ソン・ドッポ、マルコ・パウル、着ぐるみ男、少年B、生徒A 他）

2000年
- 機巧奇傳ヒヲウ戦記（ロクゾウ、家臣、浪士）
- 星界の戦旗（クラン）
- 陽だまりの樹（兵隊B）
- BRIGADOON まりんとメラン（ニール）

2001年
- ジャングルはいつもハレのちグゥ（ディック）
- 真・女神転生デビチル（ドッペルゲンガー）
- スクライド（ムーチョ服部、官僚）
- Z.O.E Dolores, i（バーのマスター）
- デジモンテイマーズ（黒沢清二校長）
- 星のカービィ（2001年 - 2002年、コックオオサカ）
- も〜っと!おジャ魔女どれみ（小太郎の祖父）

2002年
- あたしンち（2002年 - 2008年、酒屋、橘さんの父、上官、獣医師、管制室長 他）
- 機動戦士ガンダムSEED（ゼルマン、船務仕官、将校、整備員、士官 他）
- デジモンフロンティア（バーガモンの店長）
- 天使な小生意気（三年生B、不良）
- ぱにょぱにょデ・ジ・キャラット（老人）
- 陸上防衛隊まおちゃん（首相）

2003年
- 明日のナージャ（警察署長、商人、農夫、花嫁の父）
- カレイドスター（ジャン・ベニーニ、係員） - 2シリーズ
- 金色のガッシュベル!!（村長）
- THE ビッグオー second season（法律顧問、技師長）
- 高橋留美子劇場 人魚の森（逆髪衆、駐在、若いおとう、男A）
- TEXHNOLYZE（店主）
- 成恵の世界（七瀬正）
- ふたつのスピカ（塩見、男性教師）
- プラネテス

2004年
- ケロロ軍曹（2004年 - 2010年、キョクプロ星人、ジョリリ、宇宙猪）
- サムライチャンプルー（審判）

2005年
- エンジェル・ハート（警察幹部、警官）
- ガン×ソード（神父、駅員、患者 他）
- SPEED GRAPHER（牛込、野木、橋本、中延、大和、川崎 他）
- ドラえもん（テレビ朝日版第2期)（2005年 - 2021年、スネ丸の父、宇宙ターザン、おじいちゃん〈野比のびる〉〈初代〉、江来博士、レッド、江羅井先生 他）
- ふたりはプリキュア Max Heart（相撲部員）
- ブラック・ジャック（2005年 - 2006年、源吉、おでん屋さん、警官、漁師、弁護人 他）

2006年
- いぬかみっ!（川平家A）
- コードギアス 反逆のルルーシュ（通信兵、オタク、部下）
- 地獄少女（校長）
- ブラック・ジャック21（クロイツェル博士、クラーク、ナイロン、機長、刑事、車掌）

2007年
- 恋する天使アンジェリーク〜かがやきの明日〜（市長）
- 史上最強の弟子ケンイチ（近藤）
- DARKER THAN BLACK -黒の契約者-（友達の父）

2008年
- 戦争童話 キクちゃんとオオカミ（橋本）
- はっけん たいけん だいすき!しまじろう（レオナルド先生）
- PERSONA -trinity soul-（中村）

2009年
- ご姉弟物語（2009年 - 2010年、主催者の声、画商、町田の父、喜平の息子、山中の息子）
- 宙のまにまに（山田）

2010年
- NARUTO -ナルト- 疾風伝（化け猫）

2013年
- 黒魔女さんが通る!!（バン・シー）
- ささみさん@がんばらない（教師 / キバマル）

2014年
- それでも世界は美しい（農夫）

2019年
- ONE PIECE（2019年 - 2023年、港友）
- MIX（江古田）

2023年
- ひろがるスカイ!プリキュア（校長）
- おしりたんてい コズミックフロント（ダワナ）

### 劇場アニメ
1984年
- 冒険者たち ガンバと7匹のなかま

1985年
- ドラえもん のび太の宇宙小戦争（同志）

1986年
- タッチ 背番号のないエース（田川）
- 魔物語 愛しのベティ

1987年
- タッチ3 君が通り過ぎたあとに -DON'T PASS ME BY-（池田）

1991年
- アルスラーン戦記（商人）

1992年
- アルスラーン戦記II（兵士A）

1993年
- 獣兵衛忍風帖（新九郎）

1994年
- ウメ星デンカ 宇宙の果てからパンパロパン!（フグ田）
- 平成狸合戦ぽんぽこ（親衛隊A）

1996年
- ドラえもん のび太と銀河超特急（ドン）

1997年
- エルマーの冒険（レイチェル）
- 新世紀エヴァンゲリオン劇場版 Air/まごころを、君に（一佐、アナウンス右、兵士、戦自隊長）
- どんぐりの家（事務員）
- フランダースの犬（審査員B）

1998年
- 機動戦士ガンダム 第08MS小隊 ミラーズ・リポート（男）

1999年
- 逮捕しちゃうぞ the MOVIE
- め組の大吾 火事場のバカヤロー（山岸）

2000年
- ドラえもん のび太の太陽王伝説（兵士）

2001年
- カウボーイビバップ 天国の扉（強盗B）
- シャム猫 -ファーストミッション-（政治家A）
- ドラえもん のび太と翼の勇者たち（カラス警備隊）
- 名探偵コナン 天国へのカウントダウン（塚本元）

2002年
- クレヨンしんちゃん 嵐を呼ぶ アッパレ!戦国大合戦（鉄砲頭）

2003年
- Pa-Pa-Pa ザ★ムービー パーマン（TVディレクター）
- 名探偵コナン 迷宮の十字路（駅員）

2004年
- 劇場版 金色のガッシュベル!! 101番目の魔物（大亀）
- ドラえもん のび太のワンニャン時空伝（補佐官）

2005年
- ブラック・ジャック ふたりの黒い医者（救急隊員）

2007年
- 映画ドラえもん のび太の新魔界大冒険 〜7人の魔法使い〜（医者）

2008年
- 映画ドラえもん のび太と緑の巨人伝（ヤマの父）

2010年
- クレヨンしんちゃん 超時空!嵐を呼ぶオラの花嫁（店主）
- 劇場版 3D あたしンち 情熱のちょ〜超能力 母大暴走!（おじいちゃん）

2011年
- 映画ドラえもん 新・のび太と鉄人兵団 〜はばたけ 天使たち〜（貴族ロボット）

2014年
- 映画ドラえもん 新・のび太の大魔境 〜ペコと5人の探検隊〜（シュナウザー）

2020年
- 魔女見習いをさがして（玉木哲司）

### OVA
1985年
- 酎ハイれもんLOVE30'S 雨にぬれても

1986年
- 蒼き流星SPTレイズナー ACT3 刻印2000（兵士）

1987年
- 魔女っ子クラブ4人組 A空間からのエイリアンX（代表A）

1988年
- 機甲猟兵メロウリンク（監視兵A）
- 神州魑魅変（家中の者B、松崎政秀）

1990年
- アーシアンII EARTHIAN II（マスター）
- 男樹（井沢）
- 新カラテ地獄変（警官）
- 聖ミカエラ学園漂流記（権佐、教皇）

1991年
- 一本包丁満太郎（コック2）
- 乙姫CONNECTION（ヒロシ）
- 機動戦士ガンダム0083 STARDUST MEMORY（メカニック、捕虜、兵士A）
- 硬派銀次郎（木村）
- ドラゴンナイト（リザードマン〈1〉）
- 魔獣戦士ルナ・ヴァルガー（町人）
- 魍魎戦記MADARA（兵士）

1992年
- イース 天空の神殿 〜アドル・クリスティンの冒険〜（ルバ）
- 世界の光 親鸞聖人（弟子）
- 続なにわ遊侠伝（小泉組長）
- 東京BABYLON（社員）
- ドン 極道水滸伝（輪島）
- ドン 極道水滸伝 怒濤編（輪島）
- 万能文化猫娘（男B）
- 風魔の小次郎（雷炎）
- マグマ大使（男）
- 魔物ハンター妖子2（山田）

1993年
- アル・カラルの遺産（警備兵A）
- お洒落小僧は花マルッ
- キャシャーン（バラシン）
- 今日から俺は!!
- 砂の薔薇 雪の黙示録（ハロルド・ローズバンク）
- 難波金融伝・ミナミの帝王（おでん屋）
- 妖世紀水滸伝（水谷仁）

1994年
- I・R・I・A ZEIRAM THE ANIMATION（討伐隊A）
- KEY THE METAL IDOL（1994年 - 1997年、スタッフC、舞台監督）
- 湘南純愛組!（三崎）
- 東京BABYLON2（刑事）
- プラスチックリトル

1995年
- こどものおもちゃ（ピザ屋）
- 紺碧の艦隊（東野源一郎、九重公爵、ルイス・マッカーサー、東野源一郎、中村勘助〈2代目〉、ヴィルヘルム・ローゼンベルグ、トマス・フォン・ドルーデ 他）
- スライム冒険記（アンクルホーン）
- 卒業 〜Graduation〜（執事）
- 覇王大系リューナイト アデュー・レジェンド（男B）
- 覇王大系リューナイト アデュー・レジェンドII（騎士A）

1996年
- 機動戦士ガンダム 第08MS小隊（パイロット、兵D、ノッポ、ロブ、兵士A、ジムパイロットA、通信士B）
- 銀河英雄伝説（地球教徒）
- 新破裏拳ポリマー（配達人）
- 闘神伝（キャスター）
- BRONZE ZETSUAI since 1989（院長）

1997年
- Ninja者（ニッコー）
- 変（教師）

1998年
- 銀河英雄伝説外伝 千億の星、千億の光（ラムゼイ・ワーツ）
- 真ゲッターロボ 世界最後の日（パイロットC）
- 万能文化猫娘DASH!（コンピューター、重役B）
- MASTERキートン（男）

1999年
- 旭日の艦隊（ルイス・マッカーサー、クラウス・シュタインベルク、ミケリヌス、カール・ゲンツ 他）

2000年
- からくりの君（下忍B）

2001年
- 名探偵コナン 謎のすい星怪獣を追え！（監督）

2003年
- 機動戦士ガンダムSEED ASTRAY（商人）
- ズッコケ三人組の図書館で調べよう（奥田三吉〈モーちゃん〉、宅和源太郎）

2004年
- カレイドスター 新たなる翼 -EXTRA STAGE-「笑わない すごい お姫様」（ジャン）

2005年
- ぼくは はちぞう

2007年
- 装甲騎兵ボトムズ ペールゼン・ファイルズ（係官、分析官B、国防省分析官B）

2013年
- 史上最強の弟子ケンイチ（長老）※単行本第53巻OVA付き特装版

### Webアニメ
- 幕末機関説 いろはにほへと（2006年、藩重職）
- クレヨンしんちゃん外伝 お・お・お・のしんのすけ（2017年、男）
- バキ（2020年、野本）
- Shenmue the Animation（2022年、山岸、シェンファの父）
- 悪魔くん（2023年、井伊乃）

### ゲーム
1993年
- 聖魔伝説3×3EYES（小竜）

1995年
- SPACE GRIFFON VF-9（マイケル・ラボット）
- 天外魔境 真伝（ナレーター、シロ）
- 鬼神童子ZENKI FX 金剛焱闘（怨毒）

1997年
- 超神兵器ゼロイガー（大山源太）

1998年
- がんばれゴエモン〜来るなら恋! 綾繁一家の黒い影〜
- がんばれゴエモン〜でろでろ道中 オバケてんこ盛り〜
- 季節を抱きしめて（警官）
- スーパーアドベンチャーロックマン

2000年
- 仮面ライダーV3（ハサミジャガー）
- ブリガンダイン グランドエディション（パラドゥール、ブルッサム、ボアルテ）
- 冒険時代活劇ゴエモン（物知り爺さん、玄武）

2002年
- テイルズ オブ デスティニー2（ガープ）

2003年
- 機動戦士ガンダムSEED（ゼルマン、兵士B）

2004年
- テイルズ オブ リバース（トミッチ）

2005年
- 必殺裏稼業（菱屋忠兵衛）
- 魔探偵ロキRAGNAROK 魔妖画 〜失われた微笑〜（マスター）

2006年
- パチパラ13 〜スーパー海とパチプロ風雲録〜（小川則夫）

2007年
- アンチャーテッド エル・ドラドの秘宝
- SDガンダム GGENERATION（2007年 - 2016年、デル、ノヴォトニー 他） - 2作品
- きると〜貴方と紡ぐ夢と恋のドレス〜（ミズキの父）
- 装甲騎兵ボトムズ（兵士B）
- パチパラ14 〜風と雲とスーパー海IN沖縄〜（茂田喜和男）

2008年
- 機動戦士ガンダム ギレンの野望 アクシズの脅威（デル、ダナ・キライ、エロ・メロエ、将校A）

2009年
- スーパーロボット大戦NEO（シルコーン、盗賊）
- 絶体絶命都市3 -壊れゆく街と彼女の歌-（石沢 要一）

2010年
- 白騎士物語 -光と闇の覚醒-
- Fallout: New Vegas

2013年
- スーパーロボット大戦Operation Extend（シルコーン）

2017年
- クレヨンしんちゃん 激アツ! おでんわ〜るど大コン乱!（バロン・シラタキ）

### ドラマCD
- 悪魔と踊れ（ソンダース）
- ANIMAL Xシリーズ
  - ANIMAL X（アナウンサー）
  - ANIMAL X 2（フロントマン）
- アルスラーン戦記シリーズ
  - アルスラーン戦記 王都炎上（ヴァフリーズ）
  - アルスラーン戦記4 汗血公路（老人）
  - アルスラーン戦記5 征馬弧影（老人）
  - アルスラーン戦記7 王都奪還（兵士）
- WEST ENDシリーズ
  - WEST END（客A）
  - WEST END4（患者）
- 英雄伝説IV 朱紅い雫（斡旋所の男）
- 王都妖奇譚（影連の父）
- お金がないっ（工藤）
- GARLAND ガーランド サイレントの章（オーブ）
- 霞くんの危険生活（武田）
- カ・ビネ・サガ レトルト（参謀）
- カリスマ（刑事）
- ガンダムシリーズ
  - 新機動戦記ガンダムW BLIND TARGET-1（男）
  - 機動戦士ガンダム 第08MS小隊 REPORT.2 ひとつひとつの歯車（ノッポ）
- KEY THE METAL IDOL RADIO PROGRAM #2「家族」（スタッフC）
  - KEY THE METAL IDOL RADIO PROGRAM #3「憧れ」（スタッフC）
- きみがいなけりゃ息もできないシリーズ
  - きみがいなけりゃ息もできない（佐伯）
  - きみがいなけりゃ息もできない 2 きみがいるなら世界の果てでも（佐伯）
- 絆―KIZUNA-YOU'RE ALL...（組員A）
- こいきな男ら2（織田桐課長）
- ごはんを食べよう（北沢専務）
- 十二国記「東の海神 西の滄海」（白沢）
- スウィートルームに愛の蜜（田中）
- ストリートファイターシリーズ
  - ストリートファイターII外伝 〜キャミィ・闘いの序曲〜（ディーラー、警備の男、兵士3、兵士6、オペレーター3）
  - ストリートファイターZERO 外伝 〜春麗旅立ちの章〜（審判、売人2、見張り1、支部のボス、ヤクザ4）
  - ストリートファイターZERO2外伝 さくら・もっとも危ない女子高生（校長、チンピラ2）
- 装甲悪鬼村正 〜妖甲秘聞〜（始祖村正）
- 創竜伝（おじさん、警察官、護衛、県警本部長）
- ツーリング・エクスプレス 〜パリ・コネクション（電話の声）
- 低俗霊DAYDREAM（社長、編集長）
- ドラマCD 八雲立つ 音盤物語（七地の父）
- トリニティブラッド Rage Against the Moons Chapter 1（オーソン）
  - トリニティブラッド Rage Against the Moons Chapter 2（ヴァンパイアB）
  - トリニティブラッド Rage Against the Moons Chapter 3（マリーノ）
- 成恵の世界 〜スペシャル・エディション〜 ドラマCD（七瀬正）
- ニューヨーク・ニューヨーク 2 後編（神父）
- 人間倶楽部（周）
- バイオハザード2 ドラマアルバム 〜小さな逃亡者シェリー〜（アレン）
- 覇王大系リューナイトシリーズ
  - 覇王大系リューナイト CDシネマ1「ブラボー砦の決闘」（医師）
  - 覇王大系リューナイト CDシネマ2「ティア・ダナーンの闘い」第1章（ローバス国王）
  - 覇王大系リューナイト CDシネマ3「ティア・ダナーンの闘い」第2章（バーテン）
  - 覇王大系リューナイト CDシネマ4「ティア・ダナーンの闘い」最終章（リュー使いA）
- Punch↑（社長）
- ファイアーエムブレム 黎明編/紫嵐編（商人）
- ぼくはこのまま帰らない（店長）
- 星の旋嵐・銀縺歌（担任教師）
- 炎の蜃気楼 3 最愛のあなたへ（下間頼照）
- 魍魎戦記MADARA 復活編（赤不浄）
- ローゼンクロイツ 第1幕 黄金の指輪（宝石商）

### 吹き替え

#### 映画
- 悪魔を憐れむ歌（アート・ホブズ〈ガブリエル・カソーズ〉）※テレビ版
- アニマル・ファーム（スノーボール〈ケルシー・グラマー〉）
- アメリカン・サイコ
- イギリスから来た男（トム・ヨハンソン〈マシュー・キンブロー〉）
- オーバー・ザ・トップ ※フジテレビ版
- クロコダイル・ダンディー2（ダイヤモンド〈マーク・サンダース〉）
- 最'新'絶叫計画（ハリス神父〈アンディ・リクター〉）
- サドン・デス ※テレビ朝日版
- ザ・ネゴシエーター 交渉人（リチャード・キャスルモア〈マルコム・スチュアート〉）
- ザ・バンカー 巨大地下要塞（フランク〈チャーリー・ブアマン〉）
- 殺人療法/臓器強奪（エリック〈リチャード・ゼッピエリ〉）
- G.I.ジョー バック2リベンジ（ロシア代表〈イリナ・ヴォロック〉）
- 知らなすぎた男（コーバーン〈マルコム・ストーリー〉）
- SHERLOCK/シャーロック 忌まわしき花嫁
- スリー・キングス ※フジテレビ版
- スパルタンX ※TV版
- タイムコップ2
- 007シリーズ
  - 007 ダイヤモンドは永遠に（サー・ドナルド・マンガー〈ローレンス・ネイスミス〉）※DVD新録版
  - 007 オクトパシー（赤い車のティーンエイジャー、兵士）※TBS版
  - 007/消されたライセンス（ブラウン）※JAL機内上映版
- ドラゴンキョンシー ※TV放送版
- ニューヨーク東8番街の奇跡
- ネイビー・シールズ ※テレビ朝日版
- 陪審員
- パラダイス・アーミー
- バーティカル・ハンガー（カール〈M・スコット・ウィルキンソン〉）
- パイレーツ・オブ・カリビアン/デッドマンズ・チェスト（コック）
- ファングルフ/月と心臓
- ブルーノ（ルッツ〈グスタフ・ハマーステン〉）
- プロジェクト・イーグル ※フジテレビ版
- プロポーズ（マルコ〈アーティー・ラング〉）※ビデオ版
- ポリスアカデミー2 全員出動!
- 星の王子 ニューヨークへ行く ※ソフト版
- めぐり逢う大地（ディレイニー〈アーター・シアストコウスキー〉）
- ユン・ピョウ in ポリス・ストーリー（タイ・ポー）
- 幽幻道士（海賊キョンシー、チャンさん）
- 溶解人間（ウェルズ、男声2、ガードマン1）※TBS版（BD収録）
- ロック、ストック&トゥー・スモーキング・バレルズ（ローリー・ブレーカー〈ヴァス・ブラックウッド〉）
- ロンドン・ドッグス（セラピスト）
- 私が愛したギャングスター（ピータース〈クリストフ・ヴァルツ〉）
- 我が美しき壊れた脳（デイヴィッド・リンチ〈本人〉）

#### テレビドラマ
- アニマル・レスキュー・キッズ（ロイ）#2
- アメリカン・ヒーロー
- 緊急出動!L.A.ファイターズ #7
- ジェシカおばさんの事件簿 悪霊が遺跡に踊る（警備員〈ロバート・ドライヤー〉）
- CSI:マイアミシリーズ 
  - シーズン3 #7（スコット・ライリー〈ブライアン・ブルーム〉）
  - シーズン5 #9（ジョージ・コーンスパン）
- CSI:科学捜査班シリーズ 
  - シーズン4 #4（ポール・ウィンストン(ジョシュアの父)〈アリー・グロス〉）
  - シーズン7 #10 #11 #12（マックス〈マット・ノヴァク〉）
- CSI:ニューヨーク #12（アルヴィン〈スティーブ・ハイトナー〉）
- スタートレックシリーズ
  - 新スタートレック（クワーク〈アーミン・シマーマン〉、メンドン少尉〈ジョン・プッチ〉、ハッチンソン）
  - スタートレック:ヴォイジャー（エンリケ・ムニス、ラクセス、チャーディス）
- 対決スペルバインダー（ディーラー、駅の客、会社に来た男）
- チャームド 〜魔女3姉妹〜
- デスパレートな妻たち シーズン2 #2
- 特攻野郎Aチーム #74
- トップモデル諜報員 カバー・アップ #10
- ドクター・フー #3
- トム・ジョーンズの冒険（サプル牧師〈リチャード・ライディング〉）
- ナイトライダー シーズン2 #13（ザッカリーの部下）#17（バンド「クラス・アクション」のメンバー）
- 犯罪捜査官ネイビーファイル
- バビロン5（ジ・カー大使〈アンドレアス・カツーラス〉）
- 春のワルツ #8
- 馬医
- HAWAII FIVE-0
  - シーズン8 #17（ダグ・マニング）
  - シーズン9 #21（ダニエル・ネトルズ）
- 美女と野獣 #5 #14 #31 #38
- 冬のソナタ #6
- ベイウォッチ（マーブ 他）
- ボーイ・ミーツ・ワールド シーズン5（イヌイット人〈グレン・チン〉）#13
- ホワイトカラー シーズン4 #6
- ミステリー・グースバンプス（ターンブル氏〈クリストファー・ボンディ〉）
- 名探偵モンク シーズン1 #1・2
- THE MENTALIST メンタリストの捜査ファイル6 #5
- ヤングライダーズ（ペドロ）#42
- 愉快なシーバー家（ピエロ）

#### アニメ
- おくびょうなカーレッジくん（カーレッジ）
- オープン・シーズン
- サッカーフィーバー（ボール[1]）
- ジミー・ニュートロン 僕は天才発明家!
- タイニー・トゥーンズ（ハムトン〈2代目〉）
- チップとデールの大作戦 レスキュー・レンジャーズ（バズ）
- ピンクパンサー（ダグ）
- ムーチャ・ルーチャ!（ナレーション、ルチャボット）

### 音楽CD
- スタまにシリーズ NG騎士ラムネ&40（シルコーン）

### 人形劇
- あつまれじゃんけんぽん（ウータン）
- ざわざわ森のがんこちゃん

### ボイスオーバー
- BS世界のドキュメンタリー（NHK BS1）

### CM
- カートゥーン ネットワークスポットCM（カーレッジ）

### その他
- NG騎士ラムネ&40 メモリアルマッチ!熱血一本勝負（シルコーン）※カセット
- 機動戦士ガンダム0079カードビルダー（ロブ少尉）
- 日本名作絵本CD かぐや姫 〈竹取物語〉（右大臣・阿部御主人）
- マヴァール年代記3 角川カセットブック（騎士）